# Братовище
Братовище (рос. Братовище) — присілок у Волховському районі Ленінградської області Російської Федерації.
Населення становить 11 осіб. Належить до муніципального утворення Бережковське сільське поселення.

## Історія
Згідно із законом № 56-оз від 6 вересня 2004 року належить до муніципального утворення Бережковське сільське поселення.

## Населення
| 2007 | 2010 | 2017 |
| ---- | ---- | ---- |
| 0    | ↗13  | ↘11  |